# TMPPE
TMPPE (англ. Transmembrane protein with metallophosphoesterase domain) – білок, який кодується однойменним геном, розташованим у людей на 3-й хромосомі. Довжина поліпептидного ланцюга білка становить 453 амінокислот, а молекулярна маса — 49 453.
| 10         |  | 20         |  | 30         |  | 40         |  | 50         |
| ---------- |  | ---------- |  | ---------- |  | ---------- |  | ---------- |
| MAIFRQLSLG |  | AKATLAAVTV |  | FVSMIASRSY |  | LAESLELRAW |  | RWLLRLQLAL |
| FVNSLLLIGS |  | LYIWRSTVSN |  | LCHSPAAEST |  | CFQLWKVVVL |  | AFLALAHSSF |
| FTMFFLVAEE |  | PYLFSLAAYS |  | CLGAYIIMLF |  | FLFILSGMEQ |  | AYQLLAWRSG |
| RVVGSLEKTR |  | KLVLRPALAV |  | GVTAVLSVAG |  | ILNAAQPPAV |  | KTVEVPIHQL |
| PASMNNLKIV |  | LLSDIHLGPT |  | VGRTKMEMFV |  | RMVNVLEPDI |  | TVIVGDLSDS |
| EASVLRTAVA |  | PLGQLHSHLG |  | AYFVTGNHEY |  | YTSDVSNWFA |  | LLESLHVQPL |
| HNENVKISAT |  | RAQRGGGGSG |  | SGSEDEDWIC |  | LAGVDDIEAD |  | ILHYSGHGMD |
| LDKALEGCSP |  | DHTIILLAHQ |  | PLAAKRALQA |  | RPDINLILSG |  | HTHAGQIFPL |
| NVAAYLLNPF |  | FAGLYQVAQA |  | TFVYVSPGTA |  | YYGIPMRLGS |  | RAEITELILQ |
| RSP        |  |            |  |            |  |            |  |            |

A: Аланін

C: Цистеїн

D: Аспарагінова кислота

E: Глутамінова кислота

F: Фенілаланін

G: Гліцин

H: Гістидин

I: Ізолейцин

K: Лізин

L: Лейцин

M: Метіонін

N: Аспарагін

P: Пролін

Q: Глутамін

R: Аргінін

S: Серин

T: Треонін

V: Валін

W: Триптофан

Кодований геном білок за функцією належить до гідролаз. 
Задіяний у такому біологічному процесі, як альтернативний сплайсинг. 
Білок має сайт для зв'язування з іонами металів. 
Локалізований у мембрані.